# Le Jardin au Bout du Monde
Le Jardin au Bout du Monde est un archipel de 300 îles et îlots créé par la mise en eau du réservoir de Caniapiscau, dans le nord du Québec, entre 1981 et 1984.
La création du réservoir, qui s'inscrit dans le cadre du projet de la Baie-James, a formé un archipel qui compte quelque 300 îles et îlots, qui sont le sommet de monts et collines désormais noyés. En 1997, la Commission de toponymie du Québec nomme l'archipel Le Jardin au Bout du Monde – le titre d'une nouvelle de Gabrielle Roy – et donne un nom français à 101 îles à partir de titres ou d'expressions représentatives, tirés d'œuvres de la littérature québécoise de l'après-guerre. Parmi les auteurs honorés, notons Lise Bissonnette, Marie-Claire Blais, Chrystine Brouillet, Philippe Haeck, Louis Hamelin, Gilles Hénault, Robert Lalonde, Félix Leclerc, Yves Préfontaine et Gilles Vigneault,,.
La décision est prise à l'occasion du 20e anniversaire de l'adoption par l'Assemblée nationale du Québec de la loi 101, la Charte de la langue française, le 26 août 1977.

## Nomenclature
Décrit comme « 101 fleurs échappées du jardin de l’imaginaire et qui se répandent dans ce Jardin du Bout du Monde, animant l’anonyme », ce « poème géographique de 101 vers » marque le 20e anniversaire de l'adoption de la Charte de la langue française par l'Assemblée nationale du Québec, le 26 août 1977. En voici la nomenclature, telle que présentée par la Commission de toponymie du Québec :

« L'Adidouce / L'Amante Éphémère / L'Ancre à Voiles / L'Ange du Matin / L'Approxination / L'Archange du Faubourg / L'Arioso / L'Avant-Dernier Dodo / Le Bal des Chenilles / La Banquise-qui-Chante / La Belle Brume / La Belle Épouvante / La Bête Céleste / Le Brasier des Vents / Le Caillou de Barbarie /La Calliope / Le Cavalier du Tricorne / La Chambre Fermée / Le Chant des Sirènes / Le Chapeau du Soir / La Charpente Charnelle / Le Chevalier de Neige / Le Chuchotis des Rives / Le Cœur Éclaté / La Copie Carbone / La Coquille Refermée / La Dalle des Morts / Le Déjeuner de Noël / La Démanche / La Dérive Douce / Le Désert Mauve / Le Déversoir des Larmes / L'École des Rêves / L'Édredon Rouge / L'Emmitouflé / L'Enfirouapé / L'Épormyable / L'Espace d'un Destin / L'Été des Baleines / La Failloise / La Fée des Étoiles / La Femme de Sable / La Fille de Personne / La Fin des Dieux / La Fleur de Lyse / Le Fracas des Passions / La Fragilité des Choses / Le Grand Brûle-Veine / La Grande Demande / Le Haut des Limbes / L'Herbe Rebelle / L'Horloge-Qui-Boite / L'Incroyable Odyssée / L'Indigo Nuit / L'Indolence des Grèves / L'Insoumise / L'Inuk Inouï / La Karizdondelle / Le Lion à la Tête Coupée / La Lune-Où-Il-Gèle / La Malebête / La Marie-Tempête / La Mémoire de l'Eau / Le Milieu du Jour / La Mouette et le Large / La Neigerie / Le Nid du Silence / L'Oubli des Sages / L'Ouragane / L'Oursiade / Le Paradis Perdu / Le Parapluie de Ma Tante / Le Pardon Refusé / Le Pavillon des Miroirs / La Pelure de Ciel / La Petite Extrace / La Petite Patrie / La Pierre Nue / Le Poids des Ombres / Le Pont du Froid / La Porte du Songe / Le Portrait d'Intérieur / La Première Nocturne / Le Quatrième Roi Mage / La Saison des Belles / Le Soleil des Gouffres / Le Souvenir Certain / La Statue de Fer / Le Survenant / Le Tendre Matin / La Terre de Médilhault / Le Tonnerre Souterrain / La Trace Obtuse / La Traversée de la Nuit / Le Vacarme du Chaos / Le Vent du Diable / La Vie à Rebours / Le Vieux-Chagrin / La Vigie d'Iriook / La Vingt-Septième Lettre / Le Visage Clos. »

— Commission de toponymie du Québec 2012c

### Liste des îles nommées et leurs sources littéraires[7]
| Noms des îles            | Auteurs                 | Source |
| ------------------------ | ----------------------- | --- |
| Le Haut des Limbes       | Anne-Marie Alonzo       | Galia qu’elle nommait amour : un conte, Laval, Éditions Trois, 1992, d'après le titre du chapitre III.                                                  |
| Le Tendre Matin          | Gilles Archambault      | Le Tendre Matin, roman, Montréal, CLF, 1969 |
| La Lune-Où-Il-Gèle       | Bernard Assiniwi        | La Saga des Béothuks, Montréal/Arles, Leméac/Actes Sud, 1996, désignation du mois de novembre                                                           |
| Le Parapluie de Ma Tante | François Barcelo        | Moi, les parapluies..., roman, Montréal, Libre Expression, 1994, titre du chapitre 1                                                                    |
| L'Enfirouapé             | Yves Beauchemin         | L'Enfirouapé, roman, Montréal, La Presse, 1974 |
| La Démanche              | Victor-Lévy Beaulieu    | Don Quichotte de la Démanche, roman, Montréal, L'Aurore, 1974                                                                                           |
| Le Souvenir Certain      | Normand de Bellefeuille | Le Livre du devoir, poème, Montréal, Les Herbes Rouges, 1983, p. 91                                                                                     |
| Le Caillou de Barbarie   | Louky Bersianik         | L'Euguélionne, roman tryptique, Montréal, La Presse, 1976, titre de la section XIX du premier volet.                                                    |
| La Calliope              | Lise Bissonnette        | La Calliope, nouvelle, recueil Quittes et Doubles : scènes de réciprocité, Montréal, Boréal, 1997                                                       |
| Le Déjeuner de Noël      | Neil Bissoondath        | Un déjeuner de Noël, nouvelle, recueil Arracher les montagnes, Montréal, Boréal, 1997 (traduction de Digging Up the Mountains par Marie-José Thériault) |

## Réactions
La nomenclature de la Commission de toponymie est toutefois critiquée par les leaders inuits  et cris, qui soutiennent que le gouvernement n'a pas consulté les communautés autochtones avant de procéder à ces désignations. Pour un leader inuit, « il s'agit d'une manœuvre de la commission pour créer artificiellement une histoire française là où elle n'existe pas ». Invoquant Albert Memmi, le chef cri Matthew Coon Come compare le Québec à un pouvoir colonial qui s'affirme en effaçant les traces matérielles du peuple colonisé. La géographe Caroline Desbiens explique l'objection des Cris par le fait que « le projet avait le pouvoir de naturaliser un paysage nouveau auquel les Cris tentent encore de s'adapter ». Malgré la controverse, la Commission de toponymie a maintenu les nouveaux noms, estimant que ce territoire, tel que modifié par l'aménagement hydroélectrique, était « anonyme, complètement vierge ».